# Belén Atienza Azcona
Pour les articles homonymes, voir Atienza (homonymie).
Cet article concerne la productrice espagnole. Pour la commune, voir Atienza.
Belén Atienza Azcona, née en 1970 à Madrid, est une productrice de télévision et de cinéma espagnole.
Elle a produit plus de 30 films et a travaillé dans diverses productions internationales.
Elle est notamment connue pour sa participation à The Impossible, Quelques minutes après minuit, ou encore Jurassic World: Fallen Kingdom et la série Penny Dreadful, pour laquelle elle fut co-productrice déléguée, ainsi que Le Cercle des neiges en 2023, qui représente l'Espagne à la 96e cérémonie des Oscars et qui remporte le prix du meilleur film à la 38e cérémonie des Goyas.

## Biographie
Belén Atienza Azcona étudie le droit à l’université autonome de Madrid par défaut, car il n’existe pas de cursus spécifique au cinéma au moment où elle commence ses études. Elle obtient une licence, puis exerce très peu de temps avant de travailler à la distribution du film espagnol Sogepaq.
Belén Atienza produit trois des succès majeurs du cinéma espagnol contemporain : The Impossible, Quelques minutes après minuit, et L'Orphelinat, tous réalisés par Juan Antonio Bayona et dans les dix films ayant eu le plus de succès de l’histoire du cinéma espagnol.
Belén Atienza est l’une des rares personnes dans l’industrie cinématographique espagnole à avoir été capable de recueillir plus de 20 millions d’euros pour des films espagnols.
En 2014, elle est nommée dans le palmarès des 500 femmes les plus influentes d’Espagne par la revue YoDona.

## Carrière
Belén Atienza commence la production avec la société Impala pour des films de José Vicuña. En 2001, elle commence à travailler avec Telecinco Cinema. Pendant cette période, elle est productrice déléguée pour Le Labyrinthe de Pan de Guillermo del Toro, Capitaine Alatriste d’Agustín Díaz Yanes et Che du réalisateur américain Steven Soderbergh.
En 2003, elle fonde Apaches Entertainment avec Enrique López Lavigne, société de production qui s’occupe principalement de cinéma de qualité à grand budget.
En 2007, elle décide de produire L'Orphelinat, le premier film de Juan Antonio Bayona. Dès lors, la carrière des deux a toujours été liée. Atienza est ensuite productrice de Quelques minutes après minuit et The Impossible, qui a réalisé le meilleur démarrage de l'histoire du cinéma espagnol lors de sa sortie.
Dans les années 2010, elle s’essaie à la production de cinéma en anglais avec une diffusion internationale, tout en gardant en priorité les productions espagnoles.
Également impliquée dans des causes sociales, Atienza produit en 2015 le court-métrage 9 días en Haítí (« 9 jours à Haïti ») pour la campagne « Sí me importa » d’Oxfam. L'objectif est de rendre visible et d’exiger au gouvernement le besoin d'augmenter l’investissement en aide au développement pour lutter contre la pauvreté et les inégalités. Le court-métrage est présenté au Festival international du film de Saint-Sébastien la même année.
Dans le domaine des droits des femmes, elle dénonce le manque de visibilité des femmes dans le cinéma et les actes de harcèlement qu'elles subissent.
En 2023, elle coproduit, avec Sandra Hermida, le film Le Cercle des neiges, succès international de Juan Antonio Bayona qui relate la catastrophe du vol Fuerza Aérea Uruguaya 571 en 1972. Le film, qui révèle notamment le comédien uruguayen Enzo Vogrindic et les acteurs argentins Agustín Pardella et Matías Recalt, représente l'Espagne aux Oscars en 2024 et triomphe à la 38e cérémonie des Goyas.

## Filmographie

### Longs métrages
- 2003 : Karate a muerte en Torremolinos, de Pedro Temboury
- 2003 : Jours de foot, de David Serrano
- 2005 : El Calentito, de Chus Gutiérrez
- 2005 : Yak-42, de Tania Estévez
- 2006 : Volando voy, de Miguel Albaladejo
- 2006 : Le Labyrinthe de Pan, de Guillermo del Toro
- 2006 : Capitaine Alatriste, de Agustín Díaz Yanes
- 2007 : Días de cine, de David Serrano
- 2007 : Ladrones, de Jaime Marques
- 2007 : L'Orphelinat, de Juan Antonio Bayona
- 2007 : Salir pitando, d'Álvaro Fernández Armero
- 2008 : Gente de mala calidad, de Juan Cavestany
- 2008 : Maradona, d'Emir Kusturica
- 2008 : Che, 1re partie : L'Argentin, de Steven Soderbergh
- 2008 : Che, 2e partie : Guerilla, de Steven Soderbergh
- 2009 : Hierro, de Gabe Ibáñez
- 2011 : Extraterrestre, de Nacho Vigalondo
- 2011 : Intruders, de Juan Carlos Fresnadillo
- 2011 : Verbo, d'Eduardo Chapero-Jackson
- 2012 : The End, de Jorge Torregrossa
- 2012 : The Impossible, de Juan Antonio Bayona
- 2013 : Trois Mariages de trop, de Javier Ruiz Caldera
- 2013 : Faraday, de Norberto Ramos del Val
- 2014 : Open Windows, de Nacho Vigalondo
- 2014 : Purgatorio, de Pau Teixidor
- 2014 : Out of dark, de Lluís Quílez
- 2015 : Gente en sitios, de Juan Cavestany
- 2016 : Toro, de Kike Maíllo
- 2016 : Quelques minutes après minuit, de Juan Antonio Bayona
- 2017 : El secreto de Marrowbone, de Sergio G. Sánchez
- 2018 : Jurassic World: Fallen Kingdom, de Juan Antonio Bayona
- 2023: Le Cercle des neiges, de Juan Antonio Bayona
- 2025: Un fantôme dans la bataille, d'Agustín Díaz Yanes : coproductrice[14]

### Séries télévisées
- 2014 : Penny Dreadful : épisodes « Besogne nocturne » et « La Séance ».

### Courts métrages
- 2008 : The End d'Eduardo Chapero-Jackson
- 2015 : 9 jours en Haïti de Juan Antonio Bayona
- 2016 : Petrona de Hammudi Al-Rahmoun Font

## Prix
- 2013 : Prix Gaudí du meilleur film européen pour The Impossible
- 2014 : Prix Feroz de la meilleure comédie pour Trois Mariages de trop
- 2018 : Prix de la carrière de cinéma du Festival international de films de femmes de Madrid[15]
- 2024 : Prix du meilleur film à la 38e cérémonie des Goyas pour Le Cercle des neiges aux côtés de Juan Antonio Bayona et de Sandra Hermida[16].